# Émile Scharwath
Émile Scharwath est un ancien joueur et entraîneur de football français né le 20 juillet 1904 à Strasbourg (Empire allemand) et mort le 5 octobre 1980 à Sélestat.

## Biographie
Originaire d'Alsace, Émile Scharwath débute à l'AS Strasbourg. Ses excellentes performances lui permettent d'intégrer l'équipe de France, avec laquelle il sera sélectionné à huit reprises.
En 1932 il rejoint la capitale et le RC Paris, ce qui lui permet de disputer le tout premier championnat de France professionnel. Après un passage à Strasbourg puis un autre à Roubaix, il se fixe au Stade rennais.
En Bretagne, il devient capitaine de l'équipe. Il assure même le rôle d'entraîneur-joueur de l'équipe lors de la saison 1941-1942. Retourné en Alsace à la Libération, il terme sa carrière dans son premier club, l'AS Strasbourg.
Émile Scharwath était ironiquement surnommé Bigoudi, car il possédait la particularité d'être chauve.

## Palmarès
- International A entre 1932 à 1934  (8 sélections)
- Vice-champion de France en 1935 avec le RC Strasbourg